# Haslevs 75 Aars Jubilæum
|  | Denne artikel er oprettet af botten Steenthbot ud fra en ekstern database. Den kan derfor have sproglige fejl eller mangler. Denne skabelon kan fjernes efter kontrol af indholdet. |

Haslevs 75 Aars Jubilæum er en dansk dokumentarisk optagelse fra 1945.

## Handling
Haslev fejrer sit 75-års jubilæum som stationsby (1870-1945). Der er flagsmykkede gader og optog gennem byen. Der er optagelser af Haslev Kirke, Haslev Rådhus med byrådsmedlemmerne, som går og ankommer, og selvfølgelig stationsbygningen. Festdagen afsluttes med et spektakulært fyrværkeri. Sidst på filmen er der private optagelser af en familie i deres have.